# Manoel Fulgêncio Alves Pereira
Manoel Fulgêncio Alves Pereira (13 de junho de 1841, Minas Novas - 17 de setembro de 1928, Rio de Janeiro), foi um fazendeiro e político brasileiro, filho do Coronel da Guarda Nacional Francisco Alves Pereira e Ana Rosa de Jesus.
Além de ser um dos Deputados com maior número de legislaturas no Brasil, sendo 12 mandatos subsequentes, foi também professor de Latin e Francês, advogado criminalista, Promotor Público no foro de Rio Pardo e em Grão Mogol. 

Casado com Emília da Cunha Fulgêncio Alves Pereira, tiveram sete filhos:
- Belizário Fulgêncio Alves da Cunha (1890-1960), dentista e latifundiário em Araçuaí, Minas Gerais, casou-se com Augusta Martins Fulgêncio e tiveram oito filhos.
- Tito Fulgêncio Alves Pereira (1862-1944), Desembargador e brevemente Deputado, foi Presidente do Tribunal de Justiça de Minas Gerais[6].
- Ana Rosa Fulgêncio Alves Pereira.
- Leônidas Fulgêncio Alves Pereira.
- Franklin Fulgêncio Alves Pereira, dentista, primeiro prefeito eleito de Araçuaí, Minas Gerais, administrou o Município de 1930 a 1945.
- Epaminondas Fulgêncio  Alves Pereira.
- Alzira Cunha Peixoto.

Ao longo de sua trajetória política na Câmara de Deputados foi também o agente Executivo de Araçuaí, Minas Gerais, onde também era fazendeiro.
Eleito Deputado à Assembleia Provincial de Minas Gerais da 18ª à 25ª legislaturas entre 1870 e 1885 como membro do Partido Conservador, ainda durante o Império.
Aderiu-se como entusiasta á instauração da República no Brasil e então como filiado ao Partido Republicano Mineiro (PRM) foi eleito Deputado Federal por Minas Gerais nas eleições ao Congresso Nacional Constituinte tomando posse em 15 de Novembro 1890.
Manoel Fulgêncio Alves Pereira foi membro ativo e signatário da primeira Constituição da República dos Estados Unidos do Brasil promulgada em 24 de Fevereiro de 1891.
Reelegeu-se da 1ª  à 13ª  legislatura como Deputado Federal pelo 7º Distrito de Minas Gerais (1891 – 1928) e permaneceu no Congresso Nacional até o fim de sua vida, sendo um caso excepcional de parlamentar que acompanhou, ininterruptamente, a representação estadual em todas as legislaturas da Primeira República do Brasil (1891 a 1930).
Faleceu aos 87 anos, após mais de 50 anos de vida parlamentar, em 17 de Setembro de 1928 em sua casa no Rio de Janeiro sendo sepultado no Cemitério São João Batista.

## Outras Fontes de Referências Bibliográficas
- Arquivo Público Mineiro
- Arquivo da Congresso Nacional, Câmara dos Deputados
- Arquivo da Procuradoria do Estado de Minas Gerais
- Arquivo da Assembleia Legislativa do Estado de Minas Gerais